# Milton Brandão
Milton Brandão là một đô thị thuộc bang Piauí, Brasil. Đô thị này có diện tích 1371,766 km², dân số năm 2007 là 6714 người, mật độ 4,89 người/km².